# Трубин, Константин Георгиевич
Константин Георгиевич Тру́бин (1879 или 1880—1966) — русский и советский металлург.

## Биография
Окончил физико-математический факультет Императорского Санкт-Петербургского университета (1903) и Санкт-Петербургский горный институт (1908).
С 1908 года работал на Верхне-Туринском металлургическом заводе.
С 1929 заведующий кафедрой чёрных металлов Всесоюзной промакадемии. Профессор (1933).
Доктор технических наук (1940). В 1927—1934 годах принимал участие в составлении «Технической энциклопедии» в 26-и томах под редакцией Л. К. Мартенса, автор статей по тематике «обработка металлов».
С 1937 года преподавал в МИС имени И. В. Сталина, в 1938—1957 заведующий кафедрой металлургии стали.
Умер 5 мая 1966 года.

## Сочинения
- Металлургия стали. Мартеновский процесс: Часть технологическая. Константин Георгиевич Трубин, Григорий Ойкс. Металлургия, 1970 — Всего страниц: 616
- Расчёты мартеновских печей. «Металлургиздат» Научно-техническое издательство литературы по чёрной и цветной металлургии, 1949 — Всего страниц: 85

## Награды и премии
- Сталинская премия первой степени (1949) — за разработку технологии и внедрение в металлургическую промышленность применения кислорода для интенсификации мартеновского процесса.